# Welttag der Gletscher
Der Welttag der Gletscher (englisch World Day for Glaciers, französisch Journée mondiale des glaciers) ist der 21. März. Der Welttag wurde auf dem 36. UN-Wassertreffen der Vereinten Nationen im Jahr 2022 beschlossen.

## Welttag der Gletscher 2025
Im Rahmen des Internationalen Jahres der Erhaltung der Gletscher fand der Welttag der Gletscher erstmals 2025 statt. Dieser sowie der am 22. März folgende Weltwassertag werden mit Veranstaltungen am 20. und 21. März 2025 in New York City und dem UNESCO-Hauptsitz in Paris gefeiert. Gleichzeitig wurde der Weltwasserentwicklungsbericht 2025 zum Thema „Hochgebirge und Gletscher“ veröffentlicht. Die Veranstaltungen sollen zudem die UN-Dekade der Aktion für Kryosphärenwissenschaften (2025–2034) einläuten.

## Beschreibung
Der Welttag der Gletscher soll auf die Bedeutung von Gletschern aufmerksam machen sowie auf die Auswirkungen des Gletscherschwunds auf Menschen und Ökosysteme. Zudem soll die Entwicklung von Anpassungsstrategien in betroffenen Gebieten und mehr grenzüberschreitende Zusammenarbeit in den Fokus rücken. Darüber hinaus wird sich anlässlich des Welttags weitererhin für die starke Reduzierung des Verbrauchs fossiler Brennstoffe eingesetzt.